# Cedusa uzamu
Cedusa uzamu är en insektsart som beskrevs av Kramer 1986. Cedusa uzamu ingår i släktet Cedusa och familjen Derbidae. Inga underarter finns listade i Catalogue of Life.